# Нешо Мандулов
Нешо Вельов Мандулов е копривщенски анархо-комунист. Участва във въздържателното и есперантиското движение.
След като завършва гимназиалното си образование, тъй като не е приет в Школата за запасни офицери, е изпратен да работи на обект в местността „Гълъбец“, където за неподчинение и гласно изявен протест е наказан. След преврата от 9 юни 1923 г. е арестуван.
В дейността и убежденията си като анархист Нешо Мандулов се противопоставя на линията на БКП за невмешателство и неутралитет по отношение деветоюнските събития. По-късно обаче подкрепя създаването на Единен фронт между анархисти, комунисти и земеделци.
След казармата се завръща в Копривщица и продължава активната си дейност заедно с брат си Георги Мандулов. По това време, през 1924 г., двамата братя Мандулови, заедно с Нягол и Нешо Тумангелови, са арестувани и откарани в полицейското управление в гр. Пирдоп, където са бити, бесени с краката нагоре, рязани с ножове и горени с нажежено желязо. Следва разкарване по полицейските участъци в София, Пловдив, Панагюрище и отново в Пирдоп. Нешо Мандулов е прибран от близките си в „насипно“ състояние.
При опит за нов арест, при който полицията громи дома му, той успява да се укрие и прехвърли в гората, където се присъединява към четата на Нешо Тумангелов. След време някои от четниците емигрират в Югославия, а Нешо Мандулов – в СССР. В Москва придобива образование като радио инженер. Загива по време на Сталинските чистки през 1939 г.
В Русия Нешо Мандулов е семеен и има дъщеря Елена.